# 青山貞

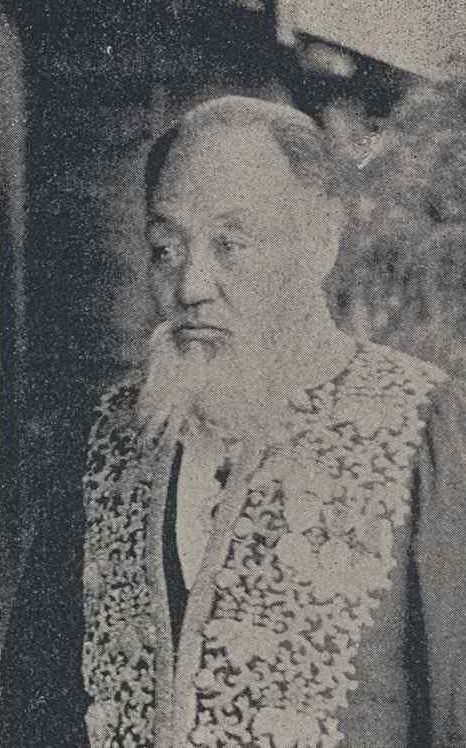
青山貞

青山 貞（あおやま ただす、文政9年9月3日（1826年10月4日） - 明治31年（1898年）11月22日）は、明治時代の内務官僚、華族、貴族院議員。通称、小三郎。

## 明治維新前
越前国に生まれる。福井藩の藩校明道館で教鞭を執り、藩主松平茂昭の侍読になった。文久元年（1861年）に藩より樺太の調査の命を受けた。先代藩主松平慶永に認められ、国事を司る。そして、新政府において慶応4年（1868年）2月、参与職内国事務局判事となり、同年閏4月に京都府判事となった。

## 明治維新後
明治2年（1869年）7月15日東京府権大参事となり、10月19日従五位に叙される。同年11月に東京府大参事なるが辞任。再び、明治3年（1870年）7月18日東京府大参事に任命され、明治4年（1871年）1月15日岩鼻県知事となる。同年10月、群馬県権知事（のちに群馬県権令、群馬県令となる）。明治6年（1873年）11月奈良県令、明治7年（1874年）1月司法大丞、明治10年（1877年）1月司法大書記官、明治19年（1886年）2月25日秋田県令（同年7月~地方官官制改正により秋田県知事）を務めた。そして、その功績により、明治20年（1887年）5月24日に男爵に叙任された。明治22年（1889年）11月元老院議官に再任され（翌年10月20日迄）、明治23年（1890年）7月10日には、貴族院議員（没するまで）となり、同年10月20日、錦鶏間祗候となる。明治31年に73歳で没した。墓所は青山霊園。

## 栄典
位階
- 1890年（明治23年）1月16日 - 従三位[5]
- 1894年（明治27年）5月21日 - 正三位[6]

勲章等
- 1887年（明治20年）11月25日 - 勲三等旭日中綬章[7]
- 1889年（明治22年）11月25日 - 大日本帝国憲法発布記念章[8]
- 1898年（明治31年）11月21日 - 勲二等瑞宝章[9]

## 親族
- 青山元（子）
- 岡田啓介（おい）
- 青山悌二郎